# Бурман, Йоханнес
Йоханнес Бурман (нидерл. Johannes Burman, 26 апреля 1706 — 20 января 1779) — голландский биолог, ботаник, профессор ботаники, флорист, коллекционер, врач, профессор медицины, систематик растений, близкий друг Карла Линнея. Иностранный почётный член Российской Академии наук.

## Биография
Йоханнес Бурман родился в Амстердаме 26 апреля 1706 года.
В 1722 году начал своё обучение в Лейдене. В 1728 году стал врачом. Работал врачом в Амстердаме. Позже стал профессором ботаники в Амстердаме.
В 1735 году выдающийся шведский учёный Карл Линней некоторое время жил у Йоханнеса Бурмана. Бурман вёл переписку с Линнеем с 27 сентября 1735 года. Его сын Николас Лауренс Бурман (1734—1793) был известным ботаником и учился у Линнея в Уппсале.
Йоханнес Бурман умер в Амстердаме 20 января 1779 года.

## Научная деятельность
Йоханнес Бурман специализировался на папоротниковидных и на семенных растениях. География его научных интересов: Шри-Ланка, Южная Африка. В его коллекциях также много растений из России.

## Научные работы
- Thesaurus zeylanicus: exhibens plantas in insula Zeylana nascentes, inter quas plurimae novae species & genera inveniuntur, omnia iconibus illustrata, ac descripta. (Amsterdam, 1737)[8].
- Rariorum Africanarum Plantarum, ad vivum delineatarum, iconibus ac descriptionibus illustratarum. (Amsterdam, 1738—1739).
- Herbarium amboinense: plurimas conplectens arbores, frutices, herbas, plantas terrestres & aquaticas, quae in Amboina et adjacentibus reperiuntur insulis adcuratissime descriptas iuxta earum formas, cum diuersis denominationibus cultura, usu, ac virtutibus, quod & insuper exhibet varia insectorum animaliumque genera, plurima cum naturalibus eorum figuris depicta /omnia magno labore ac studio multos per annos conlegit. (Amsterdam, 1741—1750)[9].
- Plantarum americanarum fasciculus primus[-decimus]: continens plantas, quas olim Carolus Plumierius, botanicorum princeps detexit, eruitque, atque in insulis Antillis ipse depinxit /Has primum in lucem edidit, concinnisdescriptionibus, & observationibus, aeneisque tabulis illustravit Joannes Burmannus. (Amsterdam, 1755—1760)[10].
- Flora Malabarica, sive Index in omnes tomos Horti Malabaricii. (Amsterdam, 1769).

## Почести
Карл Линней назвал в его честь род растений Burmannia семейства Бурманниевые.
23 декабря 1776 года Бурман был избран почётным членом Российской Академии наук.